# التمريض في باكستان
التمريض هو مكون رئيسي في نظام الرعاية الصحية في باكستان. وكان موضوعًا لدراسات تاريخية مكثفة، وأصبح اعتبارًا من عام 2009 قضية رئيسية في هذا البلد، وكان موضوعًا لمناقشة علمية بين الأكاديميين والممارسين. في عام 2009، أعلنت الحكومة الباكستانية عزمها على تحسين الرعاية التمريضية في البلاد.
التمريض هو مهنة الرعاية الصحية التي تهدف في المقام الأول إلى رعاية الأسر والأفراد. والتمريض مهم في كل جزء من العالم، ولكن في دول نامية مثل باكستان، فإن موضوع الرعاية التمريضية قد أعطى تركيزًا واهتمامًا خاصًا على القطاع الصحي من خلال الرعاية التمريضية. كما يتم تشجيع الممرضين على الحصول على شهادة في مجال تخصصي لإعطاء وظائفهم التمريضية بعدًا مناسبًا. في باكستان، يُطلب من الممرضين ارتداء أجهزة مميزة مثل الدبابيس والكتل الملونة لتحديدهم كمحترفين مرخصين.

## مؤسسات تعليم التمريض
يشمل النظام التعليمي الباكستاني العديد من مدارس ومعاهد التمريض الشهيرة ومنها:
1. كلية التمريض مستشفى كويتا المسيحي.
2. مدرسة وكلية كراتشي الملكية، كراتشي.
3. مدرسة وكلية الحياة الجديدة للتمريض، كراتشي.
4. معهد الحياة الجديدة للتمريض، مولتان.
5. معهد علوم التمريض، جامعة خيبر الطبية، بيشاور.
6. معهد باكستان للعلوم الطبية، مدرسة التمريض.[3]
7. كلية لاهور للتمريض، جامعة لاهور
8. كلية التمريض، جامعة الإسراء في كراتشي.

وقد قامت الوكالة الكندية للتنمية الدولية بتمويل عدة مبادرات لتعليم التمريض في الثمانينات والتسعينات.
أنشأت باكستان منظمات تمريض مهنية. منها مجلس التمريض الباكستاني الذي أنشئ في عام 1948 والذي تم تشكيله بشكل رسمي بموجب القوانين في عامي 1952 و1973، يصادق على الممرضات والقابلات، والممرضين المساعدين من أجل ممارسة المهنة. يشارك المجلس الوطني الباكستاني في تحسين وتوحيد معايير التعليم العام والتمريض السريري. كما يشرف على المعايير الأخلاقية والرعاية العامة للممرضات. يتفقد مجلس التمريض الباكستاني ويوافق على مدارس التمريض. هذا المجلس يعتمد أيضا برامج التعليم ولديه السلطة لفحص وتسجيل الممرضات والقابلات ومساعدي التمريض لمجلس التمريض. يوفر المجلس تراخيص لوكالات التمريض.

## التاريخ
في البداية، كانت خدمات الرعاية الصحية في باكستان سيئة النمو، وكان معدل التوظيف في وظائف الرعاية الصحية في باكستان منخفضًا للغاية. منذ عام 1951 ركزت الحكومات الباكستانية على تطوير وتحسين خدمات الرعاية الصحية وأحد أهم الخطوات هو زيادة معدل التمويل لعيادات مجلس التمريض الباكستاني. كما لعب مجلس التمريض الباكستاني دوراً رئيسياً في تقديم خدمات الرعاية الصحية والتمريض على المستوى العالمي للمرضى.
في عام 1960 كانت نسبة الممرضين في باكستان 1:32000 من عدد السكان، وتحسنت إلى 1:5199 بحلول عام 1997.

## مزيد من القراءة
- Wilkinson، Alice (1958). A brief history of nursing in India and Pakistan. Trained Nurses’ Association of India. ص. 115.

## وصلات خارجية
مجلس التمريض الباكستاني